# Bomba d'aire

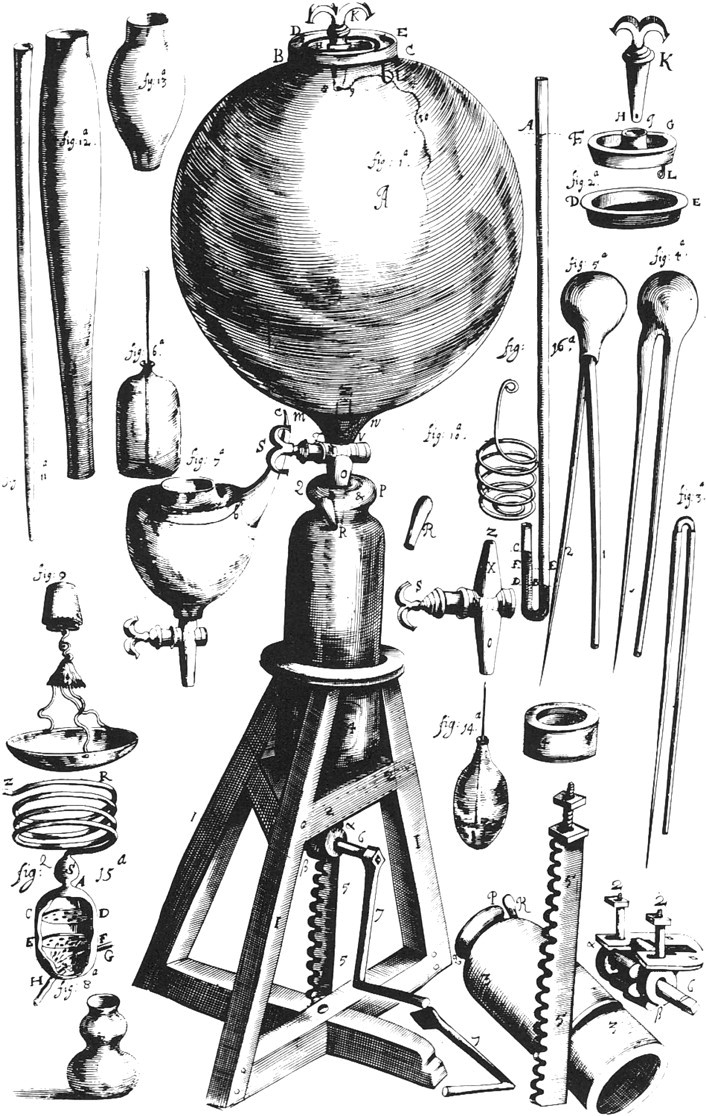
Bomba d'aire de Boyle

Una bomba d'aire és un tipus de màquina de fluid de desplaçament expressament dissenyada per a treballar amb aire. Es tracta per tant d'un compressor, una màquina tèrmica (i no una màquina hidràulica) que varia la densitat del fluid en variar la seva pressió. En general són màquines petites accionades manualment. Quan la màquina és accionada per un motor no sol anomenar-se bomba d'aire, sinó compressor.
La primera bomba d'aire efectiva construïda a Anglaterra amb finalitats científiques va ser feta en 1658 per Robert Hooke per a Robert Boyle.

## Tipus
Depenent de si la màquina està dissenyada per disminuir o augmentar la pressió d'una cavitat, es distingeix entre:
- Bomba d'aire aspirant. Utilitzada per disminuir la pressió d'un recipient expulsant molècules d'aire del seu interior cap a l'exterior, és a dir, cap a l'atmosfera.

- Bomba d'aire impelent. Utilitzada per augmentar la pressió d'una cavitat introduint molècules d'aire atmosfèric en el seu interior. El tipus de màquina més utilitzada és el compressor d'èmbol alternatiu.

## Funcionament del compressor d'èmbol alternatiu

Animació simplificada d'un compressor d'èmbol impelent.

En aquest tipus de compressors existeix un o diversos compartiments fixos, però de volum variable, per l'acció d'un èmbol o pistó.
Quan el pistó es mou augmentant el volum de la càmera, es crea una depressió en la càmera i l'aire, a causa de la succió, entra al cilindre per la vàlvula d'admissió, mentre que la vàlvula de fuita està tancada. Quan el pistó es mou disminuint el volum de la càmera, l'aire es comprimeix, la vàlvula d'admissió es tanca i l'aire surt per la vàlvula de fuita.´

## Aplicacions
Les bombes d'aire manuals són conegudes col·loquialment com a manxes i estan destinades a introduir aire de l'atmosfera dins d'alguna cavitat com pot ser un pneumàtic de bicicleta, de moto o d'automòbil, un matalàs d'aire, o una joguina inflable com una pilota o un flotador d'aire.
Per extensió, també es diuen bombes d'aire als compressors accionats per un motor.

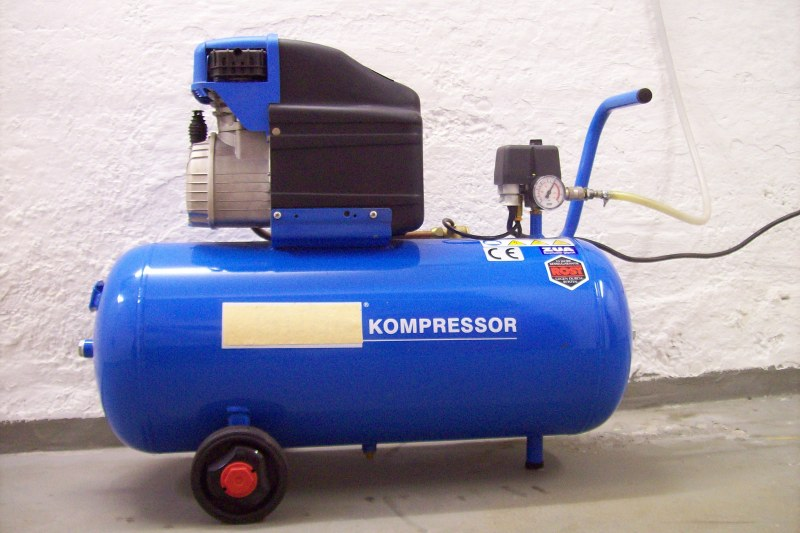
Compressor d'aire
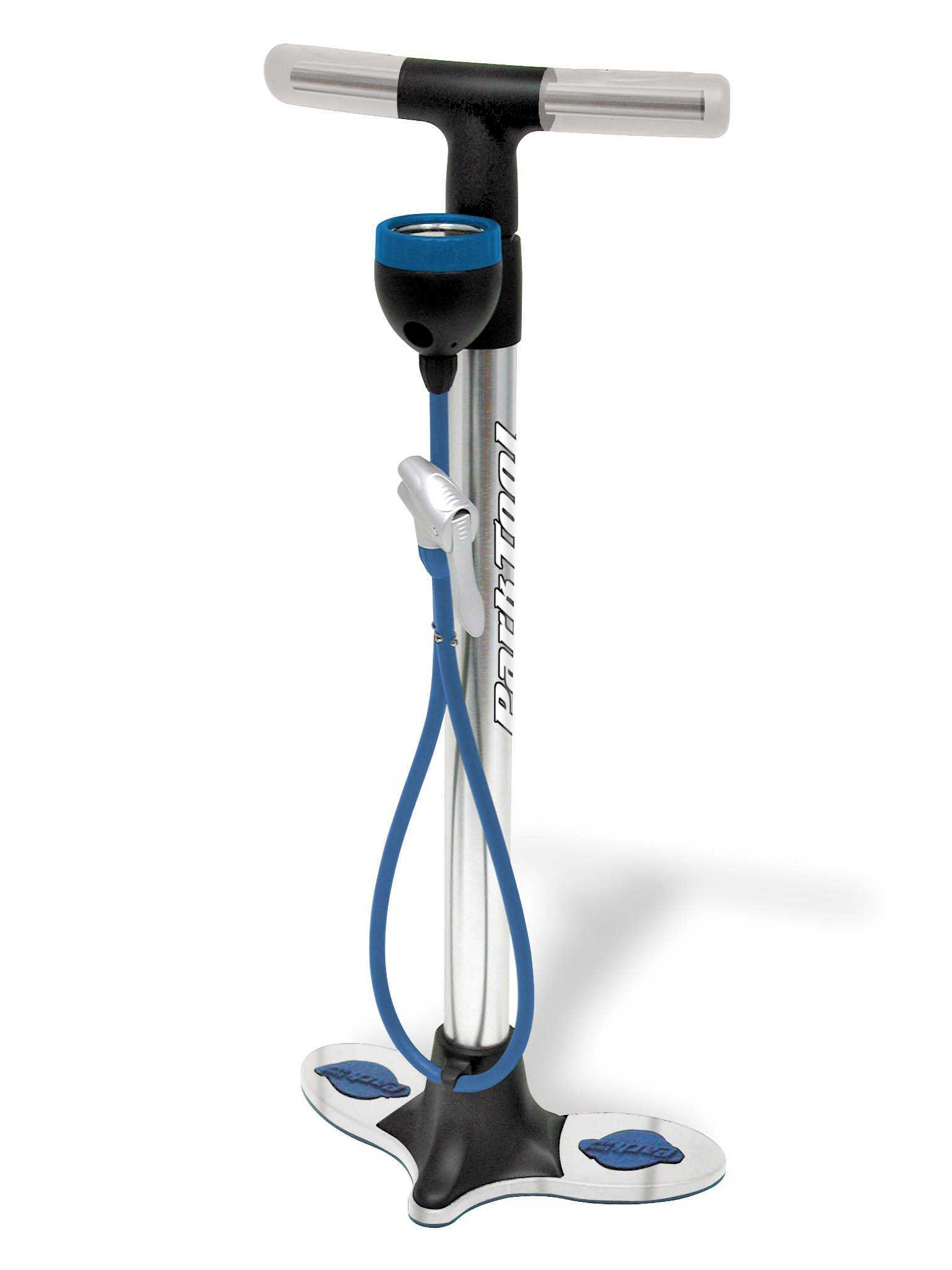
Bomba d'aire manual.
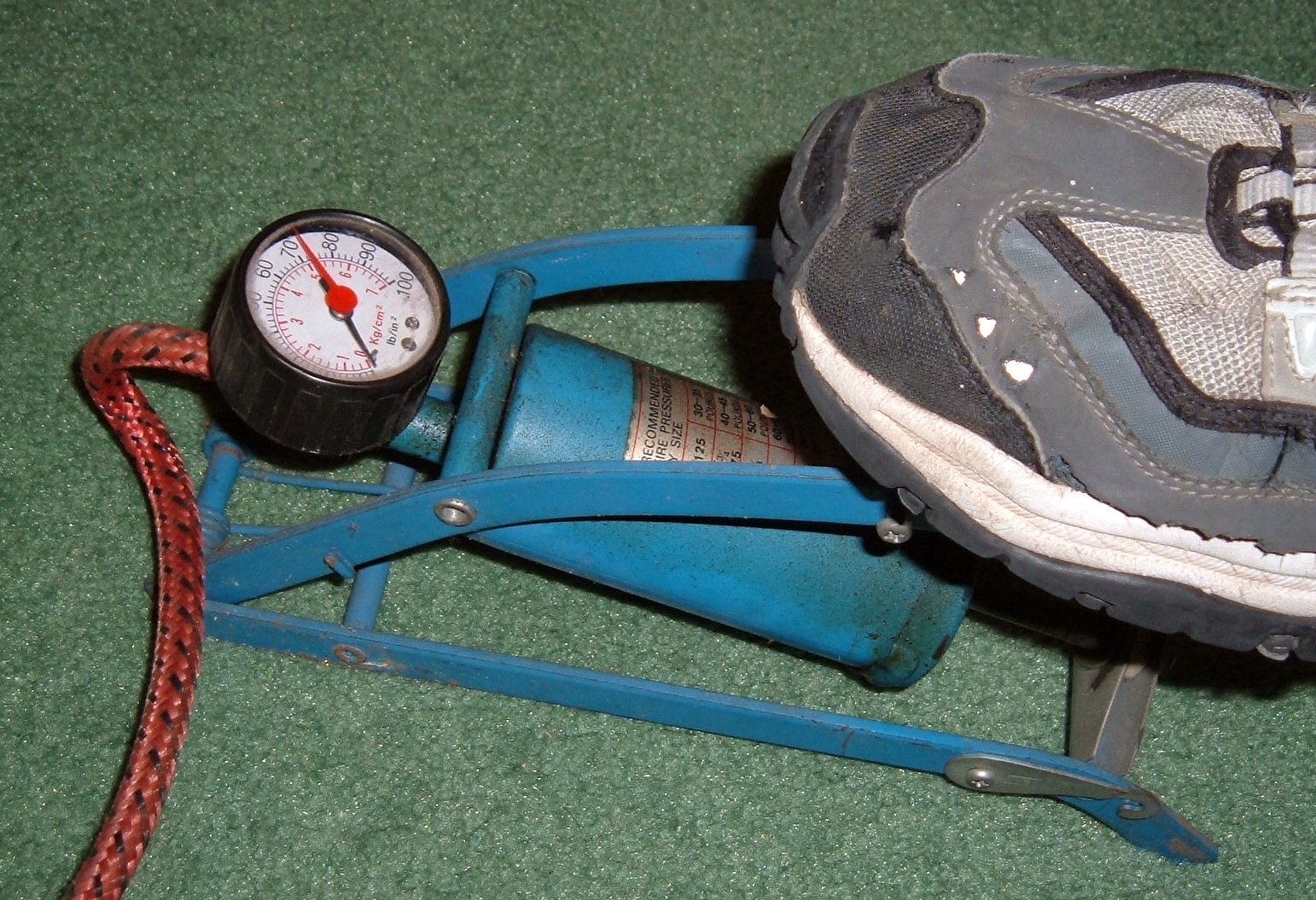
Bomba d'aire accionada amb el peu.